# Emilio Maggioni
Emilio Maggioni (Vigevano, 11 ottobre 1919 – ...) è stato un calciatore italiano, di ruolo portiere.

## Carriera
Nella stagione 1939-1940 gioca 5 partite in Serie B con la maglia del Vigevano. Fa parte della rosa del Vigevano anche nel campionato 1941-1942, nel quale non gioca mai.
Il Vigevano lo cede in prestito e così nella stagione 1942-1943 si alterna con Lino Fregosi ed Angelo Verné come portiere del Cuneo, che a fine stagione ottiene un terzo posto in classifica nel campionato di Serie C. Successivamente nella stagione 1943-1944 gioca il Campionato Alta Italia sempre con il Cuneo, con cui colleziona 11 presenze. Gioca con i piemontesi anche alla ripresa dei campionati dopo la fine della Seconda guerra mondiale: nella stagione 1945-1946 disputa infatti il campionato misto di Serie B e C per poi essere ceduto a fine stagione al Vigevano. Con i lombardi disputa la stagione 1946-1947, durante la quale si alterna tra i pali con Porthus Silingardi collezionando in totale altre 19 presenze nella serie cadetta. Viene successivamente messo in lista di trasferimento dal Vigevano.